# Kożuchówka
Kożuchówka [pronunciación en polaco: /kɔʐuˈxufka/] es un pueblo ubicado en el distrito administrativo de Gmina Krzywda, dentro del Condado de Łuków, Voivodato de Lublin, en Polonia oriental. Se encuentra aproximadamente a 5 kilómetros al norte de Krzywda, a 16 kilómetros al suroeste de Łuków, y a 70 kilómetros al norte de la capital regional Lublin.